# Hallam (Nebraska)
Hallam je selo u američkoj saveznoj državi Nebraska. Prema popisu stanovništva iz 2010. u njemu je živjelo 213 stanovnika.